# Санкція на піку Ейгера
Санкція на піку Ейгера (англ. The Eiger Sanction) — американський трилер 1975 року режисера Клінта Іствуда.

## Сюжет
Професор Джонатан Гемлок, колишній агент урядових спецслужб, тепер викладає в коледжі. Однак, зарплати не вистачає на колекціонування картин, тому іноді Гемлок береться за виконання нових секретних завдань. Гемлока знову намагаються використовувати спецслужби для ліквідації двох чоловіків, які вбили їх секретного агента. Спочатку він відмовляється, але під загрозою повідомлення в податкові органи про те, що його картини куплені на недекларований доходи, він приймає замовлення.
Першого вбивцю він вистежує і вбиває швидко. Другого ж Гемлок погоджується знайти і вбити тільки після того як дізнається, що вбитий секретний агент його старий друг. Для того, щоб знайти і знищити вбивцю, йому доведеться в складі групи альпіністів здійснити сходження на пік Ейгер у швейцарських Альпах.
Для підготовки на сходження Гемлок, який вже двічі не зміг підкорити північний схил гори Ейгер, звертається до свого друга Бена Боумана в горах Аризони. Незабаром Гемлока знаходить його старий знайомий, гомосексуал Майлз Мелло, і хоче йому запропонувати угоду. Він каже йому ім'я другої людини, а Гемлок за це залишає його живим (Мелло його колись зрадив). Гемлок не йде на угоду. Трохи пізніше, Гемлок піддається нападу з боку дівчини на ім'я Джордж, яка тренувала його. Вона намагається вбити його впорскуючи наркотик, але доза виявляється недостатньою. Боуман рятує його і повідомляє, що Джордж найняв Майлз Мелло. Під час автомобільної погоні Гемлок вбиває охоронця Мелло, а самого Мелло залишає в пустелі без води і транспорту на вірну смерть.
Нарешті, Гемлок прибуває до Швейцарії для участі в експедиції на гору Ейгер. Під час сходження він повинен дізнатися, хто з членів експедиції потрібна йому людина. Учасників сходження крім Гемлока ще троє: німець Карл Фрайтаг, австрієць Андель Майер і француз Жан-Поль Монтень. Боуман є керівником експедиції і спостерігає за сходженням з готелю в телескоп.
Під час сходження Монтень отримав струс мозку через каменепад і замерзає під час ночівлі. На горі починається обмерзання і група вирішує повертатися назад. Для цього їм треба досягти входу в тунель, але при спуску гинуть Фрайтаг і Майер, і тільки Гемлок може врятуватися за допомогою рятувальників, яких його друг Боуман привів у тунель. Тут Гемлок помічає, що Боуман кульгає.
На зворотному шляху Боуман визнається, що він і є та людина, яку розшукує Гемлок. Гемлок вирішує не вбивати Боумана і приховати його участь у вбивстві агента. І робить вигляд, що він не зміг вирахувати вбивцю і спеціально ліквідував всіх членів експедиції.

## У ролях
| Актор           | Роль            |
| --------------- | --------------- |
| Клінт Іствуд    | Джонатан Гемлок |
| Джордж Кеннеді  | Бен Боуман      |
| Вонетта Макгі   | Джемайма Браун  |
| Джек Кессіді    | Майлз Мелло     |
| Гайді Брюль     | місіс Монтень   |
| Тайер Девід     | Драгон          |
| Райнер Шоне     | Фрайтаг         |
| Міхаель Грімм   | Мейер           |
| Жан-П'єр Бернар | Монтень         |
| Бренда Венус    | Джордж          |